# Shiki (powieść)
Shiki (jap. 屍鬼 Shiki; dosł. „Demoniczne zwłoki”) – powieść autorstwa Fuyumi Ono z gatunku horror. Oryginalnie wydana w dwóch częściach przez wydawnictwo Shinchosha w 1998 roku, następnie przedrukowana w 2002 roku, tym razem w pięciu częściach. 
Na podstawie powieści ukazała się manga, która pierwotnie drukowana w japońskim magazynie „Jump SQ” w latach 2007–2011. Na jej podstawie powstało anime, stworzone przez studio Daume, które miało swoją premierę na Fuji TV w 2010 roku.
W Polsce manga została wydawana nakładem wydawnictwa Waneko.

## Opis fabuły
Historia dzieje się podczas upalnego lata w małej i cichej wiosce o nazwie Sotoba. Kiedy dziwna rodzina wprowadza się do opuszczonej rezydencji Kanemasa, rozpoczyna się seria tajemniczych śmierci. Toshio Ozaki, dyrektor jedynego szpitala w wiosce, podejrzewa, że może to być epidemia. Dochodzenie trwa, a zgony zaczynają się piętrzyć. Młody chłopak, Yuuki Natsuno, który nienawidzi życia w Sotobie, zaczyna być ścigany i otaczany przez śmierć.

## Bohaterowie
- Natsuno Yuuki / Koide (jap. 結城 / 小出 夏野 Yuuki / Koide Natsuno)

Seiyū: Kōki Uchiyama 
- Megumi Shimizu (jap. 清水 恵 Shimizu Megumi)

Seiyū: Haruka Tomatsu 
- Seishin Muroi (jap. 室井 静信 Muroi Seishin)

Seiyū: Kazuyuki Okitsu 
- Toshio Ozaki (jap. 尾崎 敏夫 Ozaki Toshio)

Seiyū: Tōru Ōkawa 
- Sunako Kirishiki (jap. 桐敷 沙子 Kirishiki Sunako)

Seiyū: Aoi Yūki 
- Tatsumi (jap. 辰巳 Tatsumi)

Seiyū: Wataru Takagi 
- Seishirō Kirishiki (jap. 桐敷 正志郎 Kirishiki Seishirō)

Seiyū: Gackt 

## Powieść
| Nr | Data wydania (język japoński) | ISBN (język japoński) |
| -- | ----------------------------- | --------------------- |
| 1  | wrzesień 1998                 | ISBN 4-10-397002-2    |
| 2  | wrzesień 1998                 | ISBN 4-10-397003-0    |

W 2002 roku powieść została przedrukowana przez wydawnictwo Shinchosha w pięciu tomach.
| Nr | Data wydania (język japoński) | ISBN (język japoński) |
| -- | ----------------------------- | --------------------- |
| 1  | 1 lutego 2002                 | ISBN 978-4101240237   |
| 2  | 1 lutego 2002                 | ISBN 978-4101240244   |
| 3  | 1 marca 2002                  | ISBN 978-4101240251   |
| 4  | 1 marca 2002                  | ISBN 978-4101240268   |
| 5  | 1 marca 2002                  | ISBN 978-4101240275   |

## Manga
Adaptacja powieści w formie mangi, ilustrowana przez Ryū Fujisakiego, była publikowana w czasopiśmie „Jump SQ” wydawnictwa Shūeisha. Pierwszy rozdział ukazał się w tym magazynie 4 grudnia 2007 roku, natomiast ostatni 3 czerwca 2011 roku. Całość składa się z jedenastu tomów.
Manga została sprzedana w około 2,2 miliona egzemplarzy.
W Polsce manga została wydana nakładem wydawnictwa Waneko.
| Nr | Język japoński      | Język japoński         | Język polski      | Język polski           |
| Nr | Data wydania        | ISBN                   | Data wydania      | ISBN                   |
| -- | ------------------- | ---------------------- | ----------------- | ---------------------- |
| 1  | 4 lipca 2008        | ISBN 978-4-08-874549-7 | 11 września 2017  | ISBN 978-83-8096-263-7 |
| 2  | 4 lipca 2008        | ISBN 978-4-08-874550-3 | 10 listopada 2017 | ISBN 978-83-8096-264-4 |
| 3  | 3 października 2008 | ISBN 978-4-08-874585-5 | 10 stycznia 2018  | ISBN 978-83-8096-265-1 |
| 4  | 4 lutego 2009       | ISBN 978-4-08-874645-6 | 9 marca 2018      | ISBN 978-83-8096-266-8 |
| 5  | 3 lipca 2009        | ISBN 978-4-08-874707-1 | 10 maja 2018      | ISBN 978-83-8096-267-5 |
| 6  | 2 października 2009 | ISBN 978-4-08-874744-6 | 10 lipca 2018     | ISBN 978-83-8096-268-2 |
| 7  | 4 lutego 2010       | ISBN 978-4-08-870007-6 | 10 listopada 2018 | ISBN 978-83-8096-269-9 |
| 8  | 2 lipca 2010        | ISBN 978-4-08-870077-9 | 12 marca 2019     | ISBN 978-83-8096-270-5 |
| 9  | 4 października 2010 | ISBN 978-4-08-870121-9 | 10 lipca 2019     | ISBN 978-83-8096-271-2 |
| 10 | 4 lutego 2011       | ISBN 978-4-08-870199-8 | 8 listopada 2019  | ISBN 978-83-8096-273-6 |
| 11 | 4 lipca 2011        | ISBN 978-4-08-870267-4 | 11 marca 2020     | ISBN 978-83-8096-274-3 |

## Anime
Produkcja animowanej adaptacji mangi Shiki została ogłoszona w listopadzie 2009 roku.
Reżyserem serii został Tetsuro Amino, za kompozycję serii odpowiadał Sugihara Kenji, natomiast muzykę skomponował Yasuharu Takanashi. Produkcją anime zajęło się studio Daume.
Wyprodukowano także dwa odcinki OVA.
| N/o        | Tytuł                                          | Premiera             |
| ---------- | ---------------------------------------------- | -------------------- |
| 1          | Dai ichi wa (第遺血話)                         | 8 lipca 2010         |
| 2          | Dai futa wa (第腐堕話)                         | 16 lipca 2010        |
| 3          | Dai san wa (第惨話)                            | 22 lipca 2010        |
| 4          | Dai shi wa (第死話)                            | 29 lipca 2010        |
| 5          | Dai itsu wa (第偽話)                           | 5 sierpnia 2010      |
| 6          | Dai roku wa (第髏苦話)                         | 12 sierpnia 2010     |
| 7          | Dai shichi wa (第弑魑話)                       | 19 sierpnia 2010     |
| 8          | Dai ya wa (第夜話)                             | 26 sierpnia 2010     |
| 9          | Dai kyū wa (第柩話)                            | 2 września 2010      |
| 10         | Dai tō wa (第悼話)                             | 9 września 2010      |
| 11         | Dai tō to hito wa (第悼と悲屠話)               | 16 września 2010     |
| 12         | Dai tō to futa wa (第悼と腐堕話)               | 14 października 2010 |
| 13         | Dai tō to san wa (第悼と惨話)                  | 28 października 2010 |
| 14         | Dai tō to shi wa (第悼と死話)                  | 4 listopada 2010     |
| 15         | Dai tō to itsu wa (第悼と偽話)                 | 11 listopada 2010    |
| 16         | Dai tō to roku wa (第悼と髏苦話)               | 18 listopada 2010    |
| 17         | Dai tō to shichi wa (第悼と弑魑話)             | 25 listopada 2010    |
| 18         | Dai tō to ya wa (第悼と夜話)                   | 2 grudnia 2010       |
| 19         | Dai tō to kyū wa (第悼と柩話)                  | 9 grudnia 2010       |
| 20         | Dai futatō wa (第腐汰悼話)                     | 16 grudnia 2010      |
| 20.5 (OVA) | Dai futatō to han wa (第腐汰悼と犯話)          | 25 maja 2011         |
| 21         | Dai futatō to hito wa (第腐汰悼と悲屠話)       | 23 grudnia 2010      |
| 21.5 (OVA) | Dai futatō-ichi to han wa (第腐汰悼遺血と犯話) | 22 czerwca 2011      |
| 22         | Saishū wa (蔡蒐話)                             | 30 grudnia 2010      |

### Ścieżka dźwiękowa
| Odcinki        | Tytuł                                              | Twórcy                                                      | Źródło   |
| Czołówka       | Czołówka                                           | Czołówka                                                    | Czołówka |
| -------------- | -------------------------------------------------- | ----------------------------------------------------------- | -------- |
| 1 – 11         | „Kuchidzuke” (jap. くちづけ)                       | BUCK-TICK                                                   | [ 40 ]   |
| 12 – 22        | „Calendula Requiem” (jap. カレンデュラ レクイエム) | kanon×kanon                                                 | [ 41 ]   |
| Napisy końcowe |                                                    |                                                             |          |
| 1 – 11         | „walk no yakusoku” (jap. walkの約束)               | Suemitsu Atsushi (muzyka i aranżacja) nangi (wokal i tekst) | [ 42 ]   |
| 12 – 22        | „Gekka reijin” (jap. 月下麗人)                     | BUCK-TICK                                                   | [ 43 ]   |